# Ondamedia
OndaMedia é uma plataforma chilena de video streaming, criada por Ministério das Culturas, as Artes e o Património, com o objectivo de acercar o cinema nacional à cidadania.
A plataforma livre oferece todos os géneros cinematográficos organizados por categorias e colecções como memória e DDHH, povos originarios, diversidade de géneros e marginalidad social.

## História
Em 2017 Ondamedia nasceu em Chile como uma iniciativa do Ministério das Culturas, as Artes e o Património para estimular o consumo de cinematografía chilena a nível nacional.
O 8 de junho desse mesmo ano uma versão beta de Ondamedia tinha uma catálogo de 40 filmes de ficção, 41 documentários, 20 cortometrajes e 394 clips de ciências, artes e humanidades, permitindo um máximo de oito visualizações ao mês.
Em 2020, a raiz do confinamiento obrigatório pela Pandemia de COVID-19, Ondamedia atingiu 2.200.000 reproduções, sixtuplicando sua audiência com respeito ao ano anterior.